# Eupithecia nigrescens
Eupithecia nigrescens är en fjärilsart som beskrevs av Barend J. Lempke 1969. Eupithecia nigrescens ingår i släktet Eupithecia och familjen mätare. Inga underarter finns listade i Catalogue of Life.